# Karlo Bartolec
Karlo Bartolec (* 20. April 1995 in Zagreb) ist ein kroatischer Fußballspieler.

## Karriere

### Verein
Karlo Bartolec begann mit dem Fußballspielen in seiner Geburtsstadt Zagreb bei NK Lokomotiva Zagreb. Nach drei Jahren wechselte er in die Jugend von Dinamo Zagreb, dem Stadtrivalen sowie Rekordmeister von Kroatien, ehe er zu NK Lokomotiva Zagreb zurückkehrte. Am 15. März 2014 gab Bartolec im Alter von 18 Jahren sein Profidebüt in der 1. HNL, als er beim 2:3 im Auswärtsspiel am 26. Spieltag gegen HNK Rijeka in der 27. Minute für den verletzten Tomislav Barbarić eingewechselt wurde. In der Folgesaison erkämpfte er sich ab der Endphase der Hinrunde einen Stammplatz und war nun eine feste Größe in der Defensive der Zagreber. Als Tabellenvierter qualifizierte sich NK Lokomotiva Zagreb für die UEFA Europa League, wo sie in der zweiten Qualifikationsrunde gegen PAOK Saloniki ausschieden. Ende August 2016 wechselte er nach Dänemark zum FC Nordsjælland. Dort erkämpfte sich Karlo Bartolec einen Stammplatz und war auf der Position des rechten Außenverteidigers gesetzt. Im Ligaalltag wurde die Qualifikation für den internationalen Wettbewerb verpasst. In der Folgesaison wurde er allerdings zumeist als rechter Mittelfeldspieler eingesetzt. Bartolec qualifizierte sich mit dem FC Nordsjælland als Tabellenvierter für die UEFA Europa League, wo die Dänen in der dritten Qualifikationsrunde gegen Partizan Belgrad ausschieden. Im Sommer 2019 wechselte er zum FC Kopenhagen. In seiner ersten Saison beim Topverein des Landes kam er in der Liga zu lediglich 17 von 36 Einsätzen in regulärer Saison sowie in der Meisterrunde, immerhin stand der Kroate in den meisten Spielen in der Startformation. Auch in der zweiten Spielzeit kam er wieder nur ungegelmäßig zum Einsatz und so wechselte er im Sommer 2021 zurück in seine Heimat und schloss sich dem NK Osijek an. Dort war er anderthalb Jahre aktiv und ging dann im Januar 2023 zum ungarischen Erstligisten Puskás Akadémia FC.

### Nationalmannschaft
Im Jahr 2013 absolvierte Karlo Bartolec fünf Einsätze für die kroatische U-19-Nationalmannschaft, drei davon in der Qualifikation für die U-19-Fußball-Europameisterschaft 2014 in Ungarn. Von 2014 bis 2016 spielte er für die U-21-Nationalmannschaft, für die er ebenfalls fünf Partien absolvierte, darunter drei in der Qualifikation für die U-21-Fußball-Europameisterschaft 2017 in Polen. Am 15. Oktober 2018 debütierte Bartolec in der A-Nationalmannschaft der Kroaten, als er beim 2:1-Sieg im Freundschaftsspiel in Rijeka gegen Jordanien in der Anfangself stand.